# Asadbek Rahimjonov
Asadbek Rahimjonov (Namangan, 17 febbraio 2004) è un calciatore uzbeko, di ruolo centrocampista.

## Carriera

### Club
Ha giocato nella prima divisione uzbeka.

### Nazionale
Ha giocato nella nazionale uzbeka Under-23.
Nell'estate del 2024 ha partecipato ai Giochi Olimpici di Parigi, nei quali ha giocato una partita.